# Saint-Victeur
Saint-Victeur est une commune française, située dans le département de la Sarthe en région Pays de la Loire, peuplée de 438 habitants.
La commune fait partie de la province historique du Maine.

## Géographie
| Assé-le-Boisne | Gesnes-le-Gandelin   | Fyé                  |
| Assé-le-Boisne | Saint-Victeur        | Fyé                  |
| Assé-le-Boisne | Saint-Ouen-de-Mimbré | Saint-Ouen-de-Mimbré |

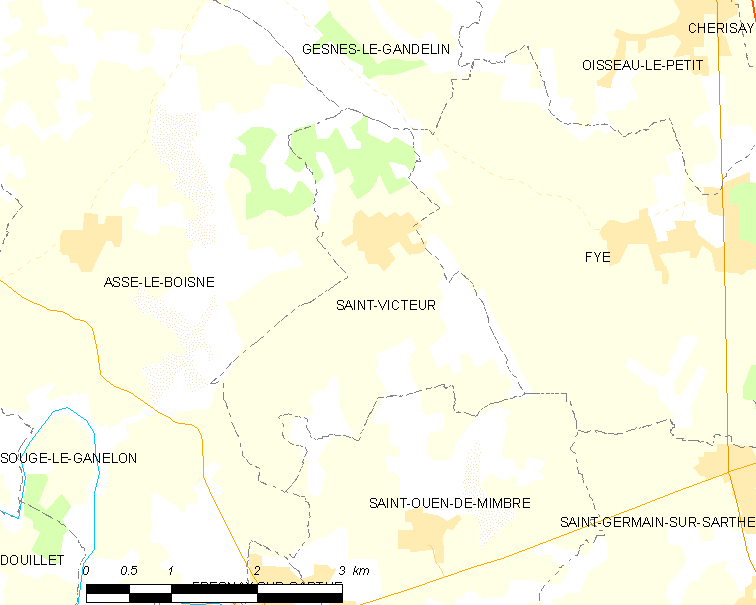
Carte de la commune.
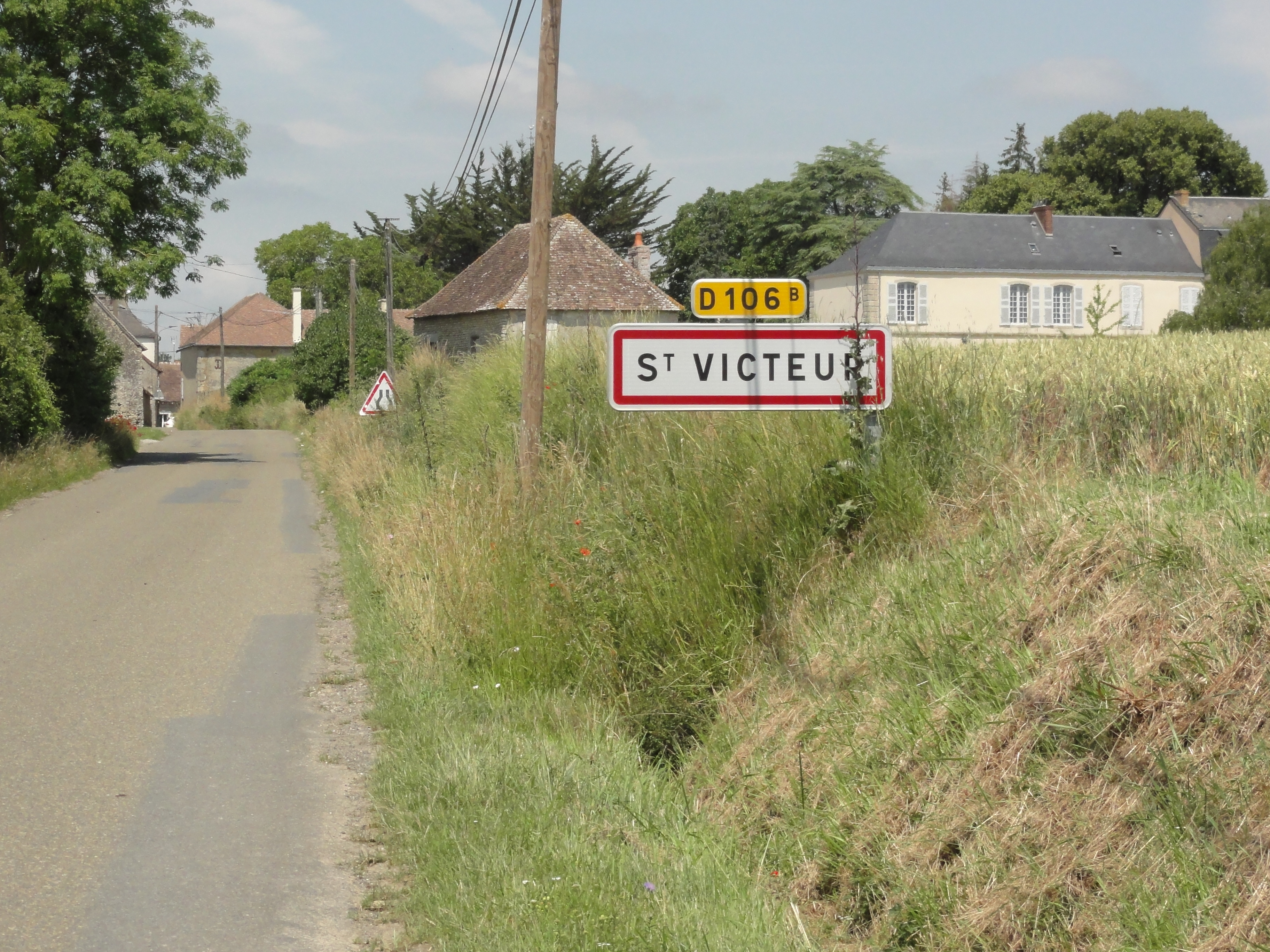
Entrée du bourg.

### Climat
Pour des articles plus généraux, voir Climat des Pays de la Loire et Climat de la Sarthe.
En 2010, le climat de la commune est de type climat océanique dégradé des plaines du Centre et du Nord, selon une étude du CNRS s'appuyant sur une série de données couvrant la période 1971-2000. En 2020, Météo-France publie une typologie des climats de la France métropolitaine dans laquelle la commune est dans une zone de transition entre le climat océanique et le climat océanique altéré et est dans une zone de transition entre les régions climatiques « Normandie (Cotentin, Orne) » et « Moyenne vallée de la Loire ». 
Pour la période 1971-2000, la température annuelle moyenne est de 10,7 °C, avec une amplitude thermique annuelle de 14,4 °C. Le cumul annuel moyen de précipitations est de 733 mm, avec 12 jours de précipitations en janvier et 7 jours en juillet. Pour la période 1991-2020, la température moyenne annuelle observée sur la station météorologique de Météo-France la plus proche, « Saint Germain_sapc », sur la commune de Fresnay-sur-Sarthe à 5 km à vol d'oiseau, est de 11,9 °C et le cumul annuel moyen de précipitations est de 695,6 mm,. Pour l'avenir, les paramètres climatiques de la commune estimés pour 2050 selon différents scénarios d'émission de gaz à effet de serre sont consultables sur un site dédié publié par Météo-France en novembre 2022.

## Urbanisme

### Typologie
Au 1er janvier 2024, Saint-Victeur est catégorisée commune rurale à habitat dispersé, selon la nouvelle grille communale de densité à sept niveaux définie par l'Insee en 2022.
Elle est située hors unité urbaine. Par ailleurs la commune fait partie de l'aire d'attraction d'Alençon, dont elle est une commune de la couronne,. Cette aire, qui regroupe 89 communes, est catégorisée dans les aires de 50 000 à moins de 200 000 habitants,.

### Occupation des sols
L'occupation des sols de la commune, telle qu'elle ressort de la base de données européenne d’occupation biophysique des sols Corine Land Cover (CLC), est marquée par l'importance des territoires agricoles (86,1 % en 2018), une proportion identique à celle de 1990 (86,1 %). La répartition détaillée en 2018 est la suivante : 
terres arables (63 %), prairies (23,1 %), forêts (8,6 %), zones urbanisées (5,3 %). L'évolution de l’occupation des sols de la commune et de ses infrastructures peut être observée sur les différentes représentations cartographiques du territoire : la carte de Cassini (XVIIIe siècle), la carte d'état-major (1820-1866) et les cartes ou photos aériennes de l'IGN pour la période actuelle (1950 à aujourd'hui).

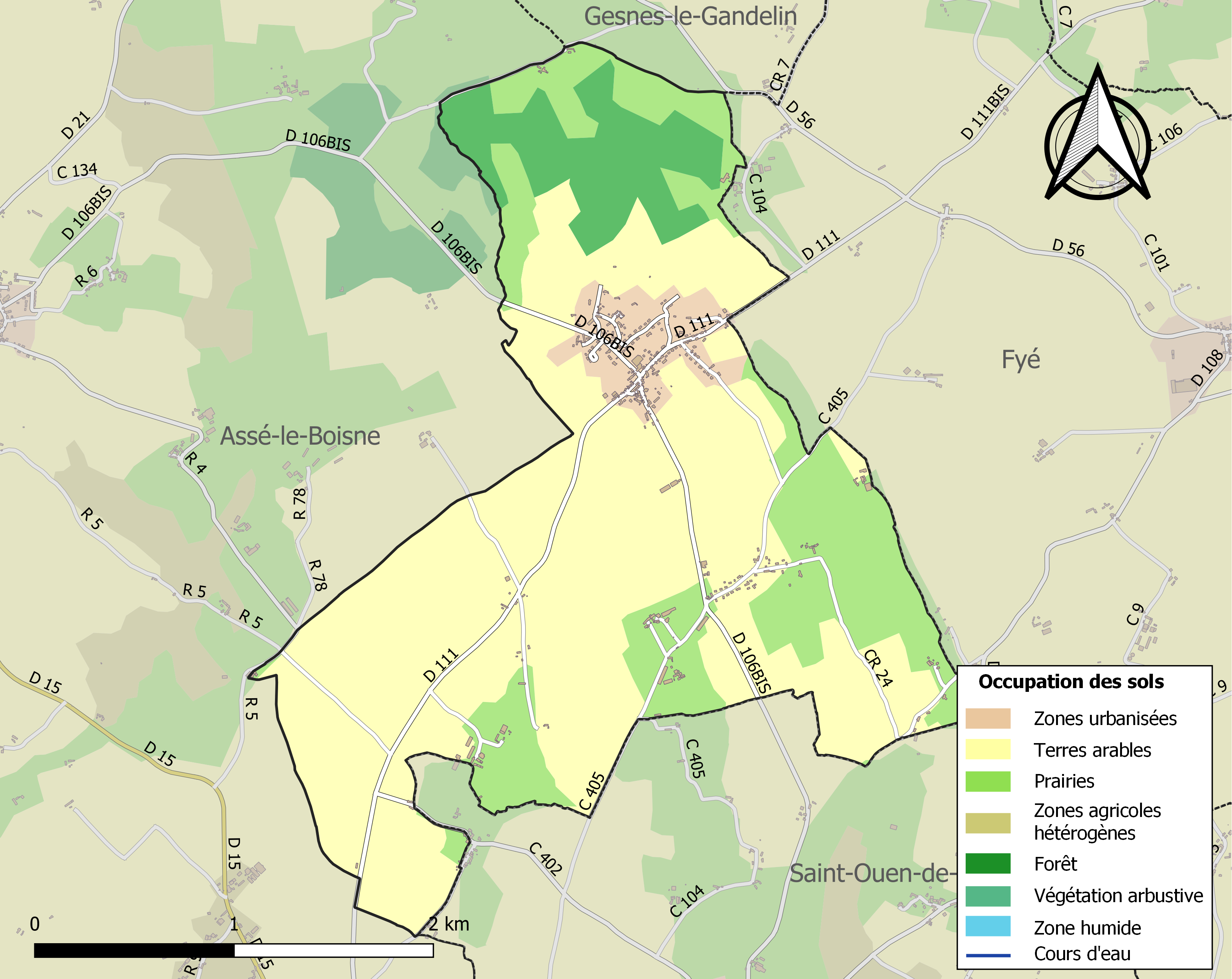
Carte des infrastructures et de l'occupation des sols de la commune en 2018 (CLC).

## Toponymie
Le nom de la localité est attesté sous la forme de S. Victurio en 1148 et 1185. La paroisse était dédiée à Victeur, évêque du Mans au Ve siècle.
Le gentilé est Saint-Victorien.

## Politique et administration
| Période                                  | Période   | Identité    | Étiquette | Qualité     |
| ---------------------------------------- | --------- | ----------- | --------- | ----------- |
| juin 1995                                | mars 2014 | Yves Chemin | SE        | Agriculteur |
| mars 2014                                | En cours  | Jean Ledoux | SE        | Retraité    |
| Les données manquantes sont à compléter. |           |             |           |             |

Le conseil municipal est composé de onze membres dont le maire et deux adjoints.

## Démographie
L'évolution du nombre d'habitants est connue à travers les recensements de la population effectués dans la commune depuis 1793. Pour les communes de moins de 10 000 habitants, une enquête de recensement portant sur toute la population est réalisée tous les cinq ans, les populations de référence des années intermédiaires étant quant à elles estimées par interpolation ou extrapolation. Pour la commune, le premier recensement exhaustif entrant dans le cadre du nouveau dispositif a été réalisé en 2006.
En 2022, la commune comptait 438 habitants, en évolution de −3,74 % par rapport à 2016 (Sarthe : −0,25 %, France hors Mayotte : +2,11 %).
Saint-Victeur a compté jusqu'à 697 habitants en 1836.
| 1793 | 1800 | 1806 | 1821 | 1831 | 1836 | 1841 | 1846 | 1851 |
| ---- | ---- | ---- | ---- | ---- | ---- | ---- | ---- | ---- |
| 546  | 585  | 654  | 676  | 688  | 697  | 651  | 657  | 670  |

| 1856 | 1861 | 1866 | 1872 | 1876 | 1881 | 1886 | 1891 | 1896 |
| ---- | ---- | ---- | ---- | ---- | ---- | ---- | ---- | ---- |
| 669  | 657  | 686  | 638  | 577  | 521  | 496  | 457  | 384  |

| 1901 | 1906 | 1911 | 1921 | 1926 | 1931 | 1936 | 1946 | 1954 |
| ---- | ---- | ---- | ---- | ---- | ---- | ---- | ---- | ---- |
| 380  | 364  | 350  | 309  | 303  | 290  | 293  | 284  | 276  |

| 1962 | 1968 | 1975 | 1982 | 1990 | 1999 | 2006 | 2011 | 2016 |
| ---- | ---- | ---- | ---- | ---- | ---- | ---- | ---- | ---- |
| 290  | 260  | 226  | 236  | 269  | 290  | 365  | 437  | 455  |

| 2021 | 2022 | - | - | - | - | - | - | - |
| ---- | ---- | - | - | - | - | - | - | - |
| 445  | 438  | - | - | - | - | - | - | - |

### Vie associative et sportive

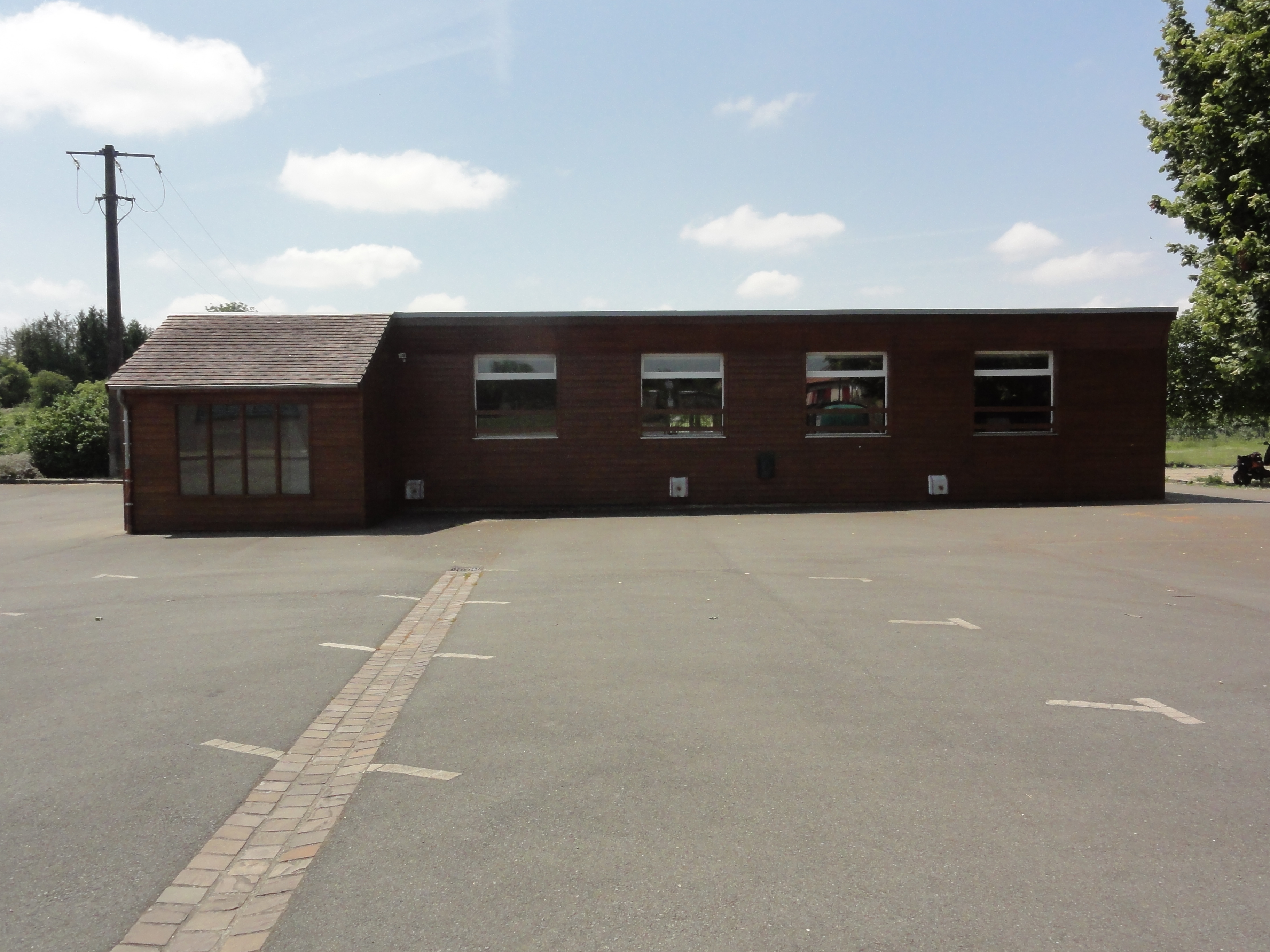
La salle polyvalente.

## Lieux et monuments
- L'église Saint-Victeur est en grande partie reconstruite au XIXe siècle. Elle possède toujours un reliquaire dans lequel auraient été conservées les reliques de saint Victeur, évêque du Mans. Elle abrite également une Vierge à l'Enfant, une statue de sainte Barbe, un ensemble sculpté de douze apôtres et un retable avec tabernacle, œuvres des XVIIe et XVIIIe siècles classées à titre d'objets aux Monuments historiques[20].
- Calvaire.
- Monument aux morts.
- Lavoir.
- Four à chanvre.

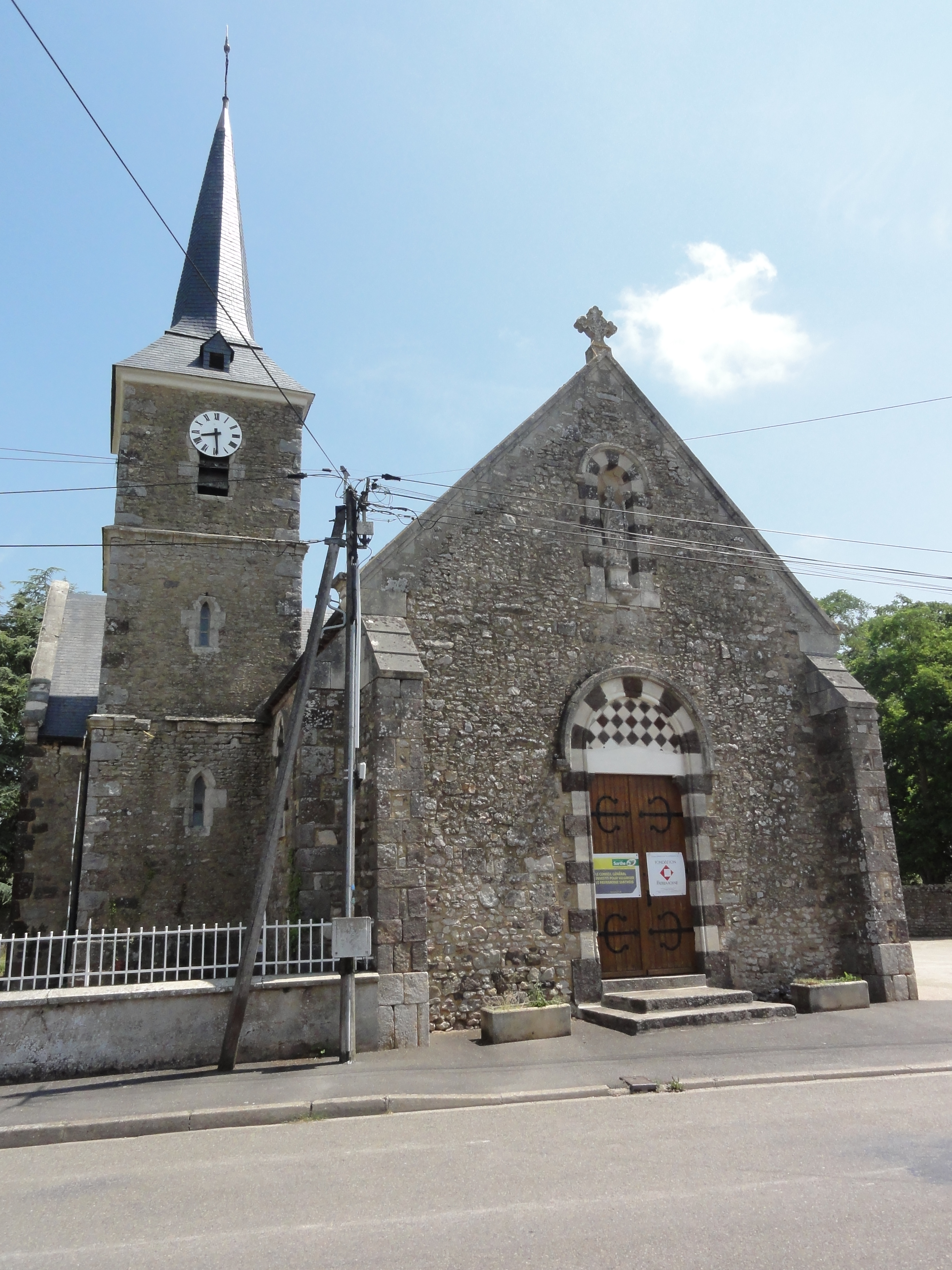
Église Saint-Victeur.
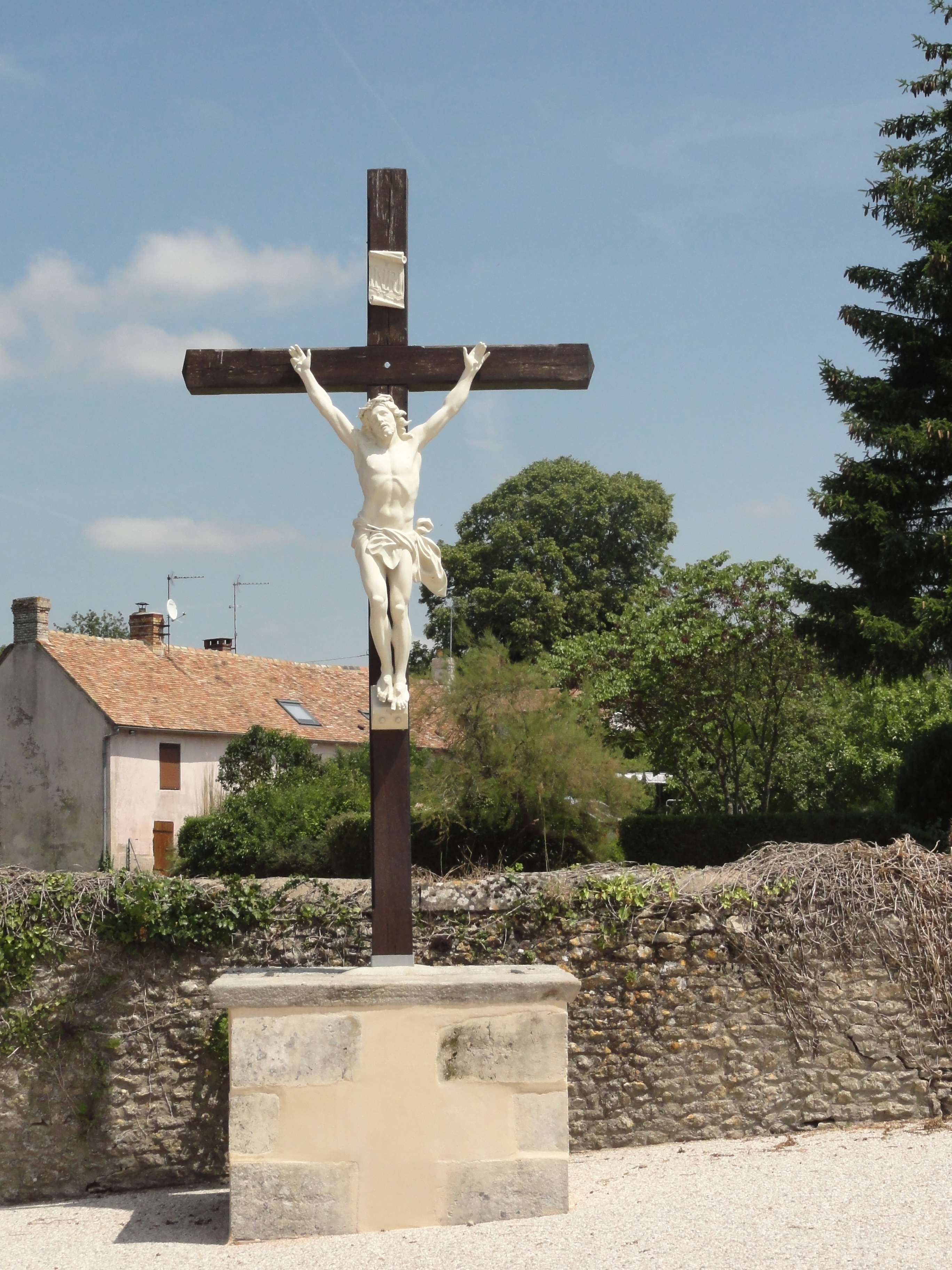
Calvaire.
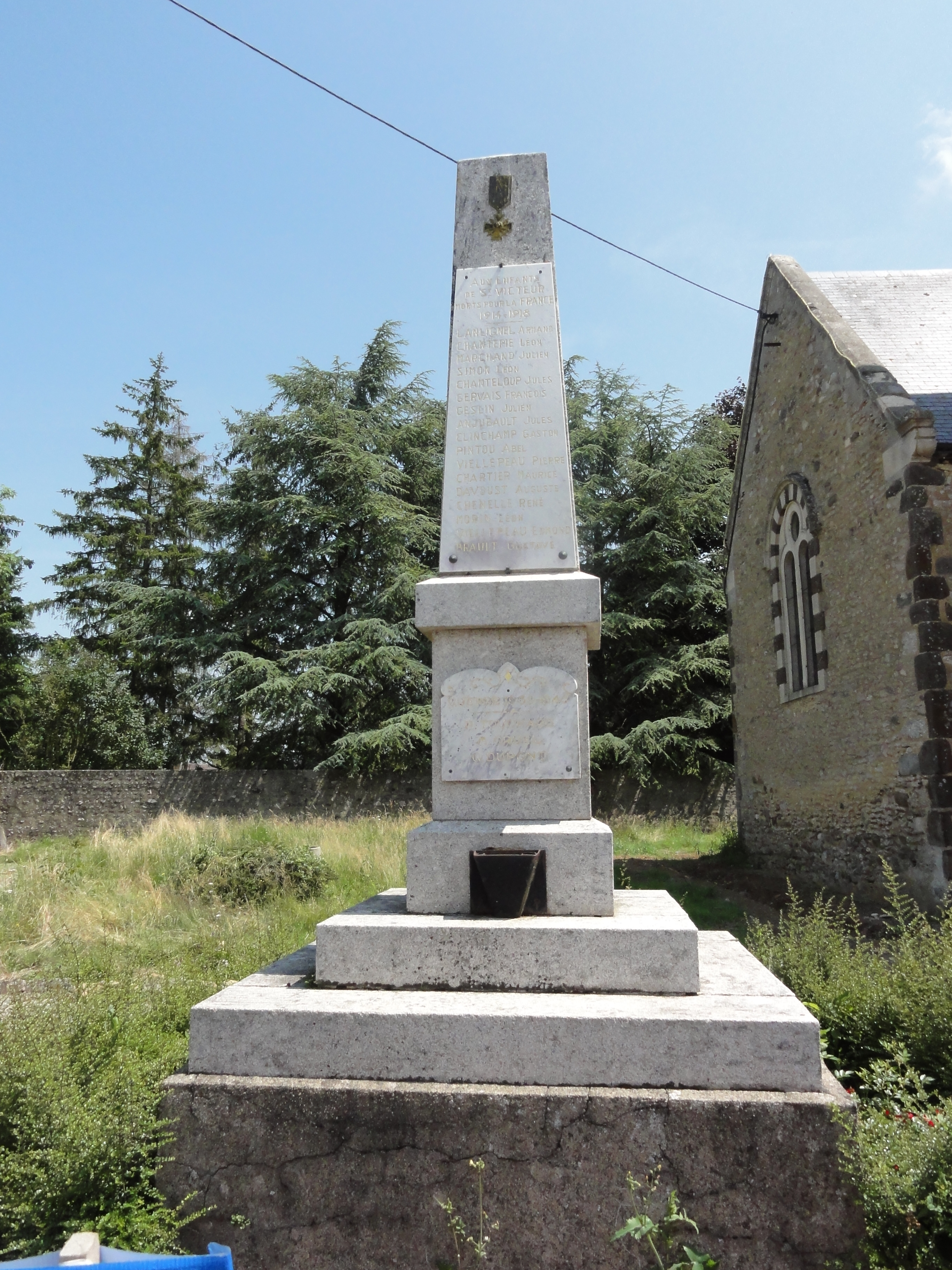
Monument aux morts.
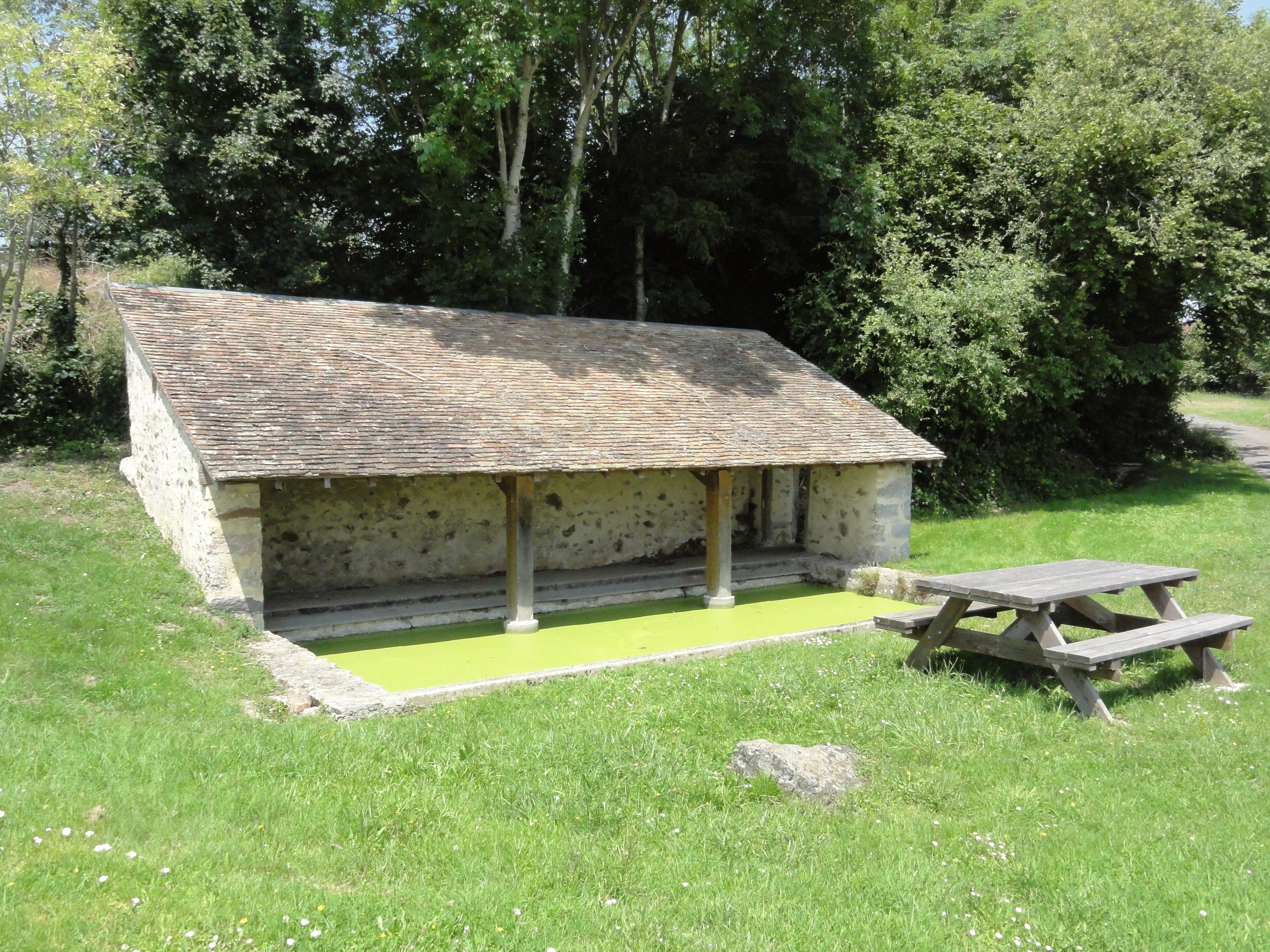
Lavoir.
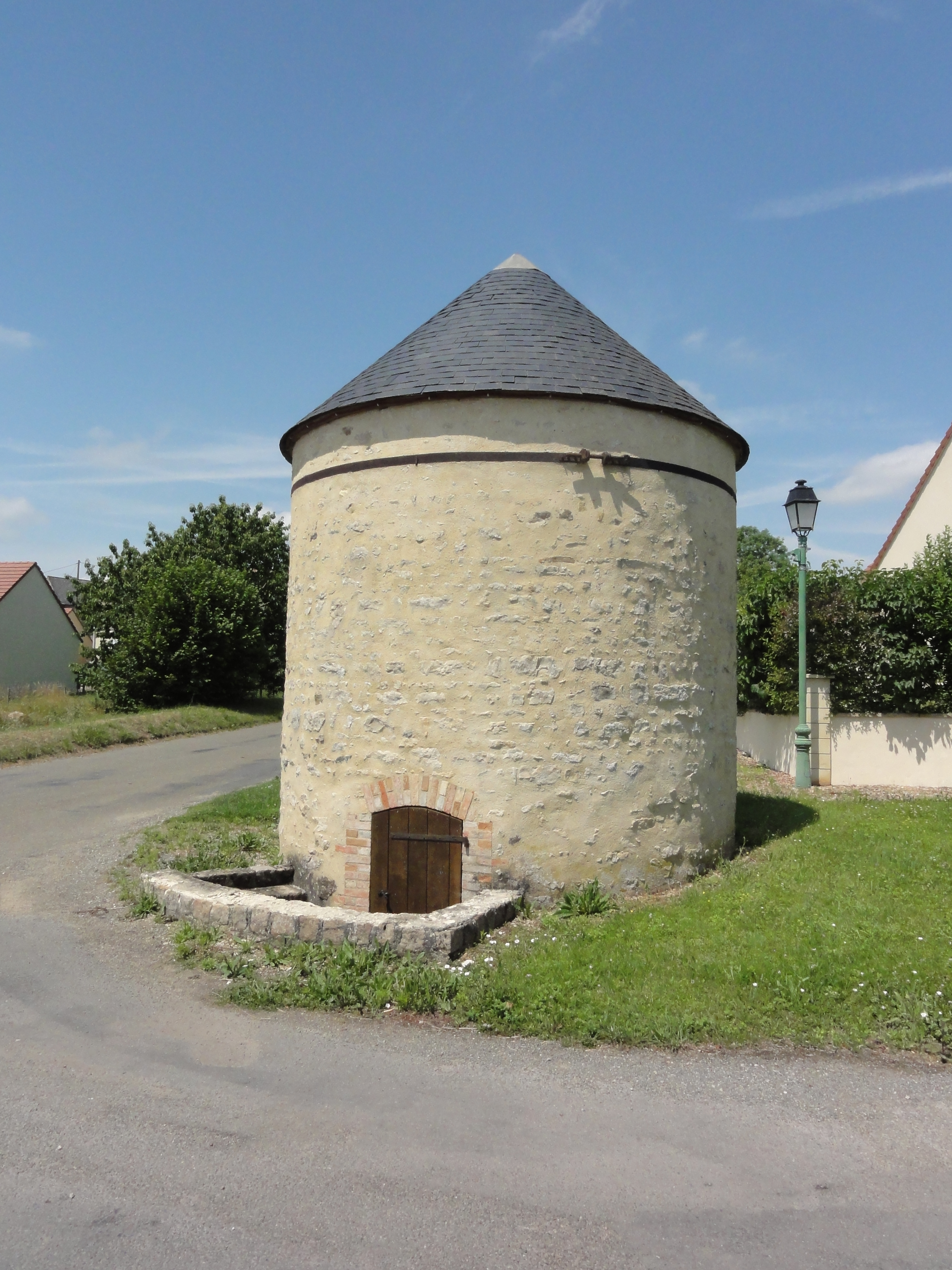
Four à chanvre.